# Scapania sphaerifera
Espèce
Statut de conservation UICN

 NT  : Quasi menacé
Scapania sphaerifera est une espèce de plantes de la famille des Scapaniaceae.

## Publication originale
- Memoranda Societatis pro Fauna et Flora Fennica 11: 228. 1936.